# Phan Văn Đáng
Phan Văn Đáng (1918–1997) là nhà cách mạng và chính khách Việt Nam, Phó Bí thư Trung ương Cục miền Nam kể từ khi thành lập 1961-1975, là một trong hai Xứ uỷ viên của Xứ ủy Nam Bộ, tham dự Hội nghị Trung ương 15 Khoá II ngày 13 tháng 1 năm 1959 tại Hà Nội (người kia là Phạm Văn Xô), Phó Chủ tịch Quốc hội Việt Nam khóa VI.

## Cuộc đời và sự nghiệp
Phan Văn Đáng (Hai Văn), sinh ra trong gia đình giàu truyền thống yêu nước tại Tam Bình, tỉnh Vĩnh Long. Cha ông tên là Phan Văn Hòa, là đảng viên đảng cộng sản đầu tiên tại xóm Ngã Cại, nơi có chi bộ Đảng Cộng sản Việt Nam từ năm 1930. Năm 1940, Phan Văn Hòa là Bí thư Huyện ủy Tam Bình, Vĩnh Long, lãnh đạo khởi nghĩa Nam Kỳ tại chợ Cái Ngang. Ông Hòa bị bắt đày đi Côn Đảo và chết tại đó. 
Năm 1930 khi mới 12 tuổi, Phan Văn Đáng tham gia làm liên lạc, rải truyền đơn, ở quận Tam Bình. Trong khoảng 1931-1940, tham gia trong các tổ chức thanh niên cách mạng tỉnh Vĩnh Long.
Tháng 9 năm 1939, ông được kết nạp vào Đảng Cộng sản Đông Dương. Năm 1940 ông là thành viên của ban lãnh đạo khởi nghĩa cướp chính quyền tại Tam Bình; tháng 12 năm 1940 bị Pháp bắt kết án 20 năm khổ sai và biệt xứ đày ra Côn Đảo. Hai người em ông là Phan Thị Tốt và Phan Văn Trạch cũng là những người tham gia khởi nghĩa Nam Kỳ tại quê nhà.
Tháng 8 năm 1945, ra tù, ông trở về tham gia xây dựng chính quyền cách mạng tỉnh Vĩnh Long.
Từ tháng 8 năm 1945 đến tháng 9 năm 1954, ông là Ủy viên Thường vụ Tỉnh uỷ Vĩnh Long, Phó Bí thư Tỉnh uỷ Vĩnh Trà.
Từ tháng 10 năm 1954 đến năm 1959, ông là Xứ uỷ viên rồi Thường vụ Xứ uỷ Nam Bộ.
Đại hội Đảng toàn quốc lần thứ III, ông được bầu là Ủy viên Ban chấp hành Trung ương Đảng Lao động Việt Nam.
Từ năm 1961 đến năm 1965, ông là Phó Bí thư Trung ương Cục miền Nam, kiêm Trưởng ban Tổ chức và Trưởng ban An ninh Trung ương Cục miền Nam. Đồng thời là Ủy viên Đoàn Chủ tịch Ủy ban Trung ương Mặt trận Dân tộc Giải phóng miền Nam Việt Nam, Chủ tịch Công đoàn Giải phóng.
Từ tháng 10 năm 1975, Ông là Ủy viên Thường trực ban đại diện Đảng và Chính phủ tại miền Nam, Phó Trưởng Ban Tổ chức Trung ương Đảng Cộng sản Việt Nam, Trưởng Tiểu ban Bảo vệ Đảng Trung ương. Đại hội Đảng toàn quốc lần thứ IV, ông tiếp tục được bầu là Ủy viên Ban chấp hành Trung ương Đảng Lao động Việt Nam, sau đó làm Phó Ban Tổ chức Trung ương.
Ông là đại biểu Quốc hội Việt Nam khoá VI, giữ chức Phó Chủ tịch Ủy ban Thường vụ Quốc hội khóa VI (1976 - 1981).
Năm 1983 ông nghỉ hưu.
Ông được tặng Huân chương Hồ Chí Minh. Huy hiệu 50 năm tuổi Đảng.
Ngày 8 tháng 6 năm 2008, ông được Nhà nước Việt Nam truy tặng Huân chương Sao Vàng.
Tên ông được đặt cho một con đường trước khu trung tâm hành chính thành phố Thủ Đức, Thành phố Hồ Chí Minh. Ngoài ra, một số con đường tại huyện Nhơn Trạch (Đồng Nai), thành phố Vĩnh Long và huyện Tam Bình (Vĩnh Long) cũng được đặt theo tên ông.